# In excelsis Plato
In excelsis Plato is een verzamelalbum van Excelsior Recordings uit 1999.

## Samenstelling
In Excelsis Plato werd speciaal door Excelsior Recordings samengesteld voor de winkels van Plato. De winkelketen wilde tijdens de Platen 10 daagse van 1999, uit onvrede met de reguliere promotie-cd, een eigen cadeau kunnen aanbieden. Excelsior zorgde voor de aanlevering van het album, Plato voor de drukkosten en verspreiding. De binnenhoestekst werd geschreven door Jan Douwe Kroeske.
Het album was verkrijgbaar van 6 tot en met 16 oktober in de winkels van Plato, en was gratis als je hier twee muziekalbums kocht. De cd is verder niet in de handel gebracht.

## Tracklist
1. The company van Scram C Baby
2. The miracle legion van Daryll-Ann
3. Slumber away van Simmer
4. Versmobielondernemer van Meindert Talma & the Negroes
5. Snail van Benjamin B
6. Pyrfic van Bauer
7. I took it home van Caesar
8. Swing van Johan
9. Ma fois van Speed 78